# José Yances
José Yances (Paramonga, provincia de Barranca, 3 de octubre de 1984) es un exfutbolista peruano. Jugaba de mediapunta.

## Trayectoria
Se inició jugando en la Copa Perú con diversos equipo del Norte Chico como Lolo Fernández de Huayto y Unión Galpón, ambos de Pativilca, además de Juventud Barranco y Pedro Anselmo Bazalar, ambos de Huacho. También jugó en la Cooperativa Bolognesi de Barranco, equipo con el que ganó la etapa departamental y la Región IV de la Copa Perú 2007.
Su etapa como futbolista profesional empezó con el Sport Áncash en el 2008. Debutó ese año haciendo un gol en la temporada. Fue en un encuentro ante Juan Aurich que ganó su equipo 3-2 en Huaraz, siendo el tercero obra de Yances en el último minuto tras un disparo cruzado.
En la temporada 2009 anotó dos goles. El primero fue de cabeza ante Universitario de Deportes, partido en que su equipo perdió 5-1. El segundo lo hizo tras un fuerte y certero disparo ante CNI en Caraz, con victoria ancashina por 1-0.
Jugó en el Club Deportivo Walter Ormeño, que se desempeña en la Etapa Nacional de la Copa Perú 2012, y al año siguiente en el Aipsa de Paramonga.

## Clubes
| Club                  | País | Año       |
| --------------------- | ---- | --------- |
| Juventud Barranco     | Perú | 2006      |
| Cooperativa Bolognesi | Perú | 2007      |
| Sport Áncash          | Perú | 2008-2009 |
| Juventud Barranco     | Perú | 2010      |
| Sport Ancash          | Perú | 2011      |
| Aipsa                 | Perú | 2012      |
| Juventud Barranco     | Perú | 2012      |
| Walter Ormeño         | Perú | 2012      |
| Aipsa                 | Perú | 2013      |
| Pacífico FC           | Perú | 2014      |